# Combate de Torres Causana (1904)
El combate de Torres Causana o Solano fue un choque armado librado el 28 de julio de 1904 entre tropas del Perú y del Ecuador en la intersección del río Napo y río Aguarico.
Después de ocurrido el ataque de Angoteros del año anterior, el gobierno Ecuatoriano reforzó su guarnición militar en el río Aguarico, para posteriormente, el jefe del destacamento ecuatoriano, notificar al ahora Mayor Chávez Valdivia que desocupara Puerto Bolognesi o Torres Causana "por ser territorio ecuatoriano". Como consecuencia del ataque ecuatoriano; que fuese rechazado al cabo de dos horas de combate.

## Antecedentes
A principios del siglo XX se inició la exploración de los ríos amazónicos y delimitación de las fronteras por parte de varios oficiales de la Marina de Guerra. Desde mediados del año 1903 comenzaron los litigios territoriales amazónicos entre ambos países en la región del río Napo, se enfrentaron las fuerzas peruanas al mando del ahora Teniente Oscar Mávila Ruiz, embarcado en la lancha “Iquitos”. El Teniente Mávila resultó herido en dicha acción de armas.

## Historia
A principios de 1904 el Teniente coronel Lauro Guerrero recibió 10.000 sucres en Quito para el pago de los sueldos de los empleados de la región del Napo, pero a causa de un descuido de los tripulantes de la canoa en que viajaba, ésta zozobró perdiéndose el dinero, Guerrero salvó milagrosamente la vida a pesar de que no sabía nadar. Salieron el 27 de junio Guerrero y sus tropas por la zona de Tumbaco a Papallacta, enfilaron a Baeza y tras largas caminatas arribaron al río Aguarico con víveres, armamentos, municiones y un pequeño cañón marca Wilfort con sistema de antecarga y que al ser usado no cumplió con su cometido. Encontrado el Comandante territorial Carlos Saa Rivadeneira, éste envió el 26 de julio una nota al comandante peruano acantonado en el sitio Torres Causana o Solano, recientemente bautizado como Bolognesi, conminándole a desocuparlo. Contestó el Jefe Juan F. Chávez Valdivia diciendo que se hallaba en tierra peruana.
El día 27 Guerrero tomó un atajo por la selva a fin de sorprenderlos y a las nueve de la mañana del 28 de julio, que celebraban el día nacional, fueron avistados. El Jefe ecuatoriano envió al Comandante Vicente M. Bravo intimando la desocupación del lugar, pero le dijeron que pronto llegaría el Prefecto de Iquitos con quien tendría que hablar. Con esta respuesta, Rivadeneira dispuso el combate porque tenía órdenes expresas del gobierno para realizar el desalojo y dividió a su gente en dos guerrillas. La primera bajo las órdenes de Lauro Guerrero y la segunda con Vicente M. Bravo a la cabeza.

## Combate
Tras el combate de Angoteros, las fuerzas peruanas al mando de Juan Chávez Valdivia (ascendido a Mayor), fijó su guarnición en el sector llamado “Torres Causana”. 
El 28 de julio de 1904, la base fue atacada por tropas ecuatorianas bien armadas, que contaban incluso con 2 piezas de artillería estaban comandadas por el coronel ecuatoriano Vicente M. Bravo. Tras el éxito inicial de las fuerzas ecuatorianas, los hombres de Chávez Valdivia se repusieron y contraatacaron con éxito, hasta lograr la victoria, causando al enemigo 28 bajas, tomando prisionero al comisario militar Rivadeneira y haciéndose de numeroso armamento, incluso, de una de las piezas de artillería enemiga.
Estando en proceso las negociaciones, tropas ecuatorianas en número de 64 hombres se infiltraron en territorio peruano, atacando la guarnición Bolognesi en el sector de Torres Causana, situada a 32 km al sur de la divisoria Aguarico-Napo. La tropa peruana, compuesta por 42 efectivos al mando del Mayor Juan Chávez Valdivia, obtuvo una contundente victoria, rechazando el ataque y eliminando a más de un tercio de los atacantes, entre ellos al jefe militar.
El jefe militar de las fuerzas ecuatorianas, fallecido junto a 28 de sus hombres, era el teniente coronel Lauro Guerrero, y el Ejército del Perú en esta operación que contó con el apoyo de fuegos de la lancha Iquitos “lamentó las bajas del cabo Víctor Pantoja Castillo y del soldado Federico Tarazona”.
Otro de los oficiales ecuatorianos fue Carlos A. Rivadeneyra fue enviado prisionero a Iquitos y declaró al periódico La Voz de Loreto que a ella contribuyeron los mejores conocimientos que la tropa tenía del terreno y la superioridad del armamento, pues los fusiles ecuatorianos delataban por el humo a sus poseedores y tenían balas de plomo que se estrellaban en las trincheras contrarias. Aparte de Rivadeneyra, un soldado cayó prisionero.

## Consecuencias
La noticia del encuentro de Torres Causana fue de Iquitos a Manaos. Debió haber hecho el viaje en barco durante nueve días, pues no existía entonces servicio telegráfico entre ambas poblaciones. De Manaos pudo ser comunicada por telégrafo a Lima, a donde llegó a ser recibida con atraso de veintitrés días. No había línea de comunicación entre Iquitos y Lima; ella fue inaugurada solo en 1908. Tampoco estaban comunicados Iquitos y el Aguarico.
El ministro peruano en Quito, Mariano H. Cornejo, informó de lo ocurrido al canciller Valverde en nota de 20 de agosto. Valverde repuso que no tenía otros datos aparte de los que daba la legación peruana. Como ocurriera con Porras, después del encuentro de Angoteros surgió una vigorosa polémica histórico-jurídica entre los representantes de los dos países. Por el acta suscrita en Quito ambos países sometieron sus mutuas reclamaciones al comisario Regio español.

## Epílogo
La base Torres Causana o Solano, como también llamada base Bolognesi, actualmente se llama cabo Pantoja que está dentro del departamento de Loreto - Perú, en homenaje al cabo Víctor Pantoja Castillo, caído en este combate.
Los conflictos no terminaron ahí desencadenando con el paso de los años en diversos choques fronterizos de mayor y menor magnitud que culminaron recién en el proceso de Paz en octubre de 1998 mediante el Acta de Brasilia.